# Elsbeth Steinheil
Elsbeth Steinheil, verheiratet: Elisabeth Franz (* 10. Juli 1893 in München; † 1955) war die erste deutsche Diplom-Ingenieurin in Maschinenbau.

## Leben
Elsbeth Steinheil war die Tochter des Physikers Rudolf Steinheil und dessen Frau Emmy, geb. von Voit, einer Tochter von Carl von Voit. Sie besuchte die Städtische Höhere Töchterschule in München und von 1909 bis 1913 Gymnasialkurse für Damen an einem Münchner Privatgymnasium. 1913 legte sie als Externe das Abitur am Wittelsbacher Gymnasium ab. Anschließend studierte sie Maschinenbau an der Technischen Hochschule München, wo sie 1917 das Diplom im Fach Maschinenbau erwarb. Nach dem Studium arbeitete sie im Betrieb des Vaters, einer „Optisch-Astronomischen Werkstätte“. 1918 heiratete sie den Diplom-Ingenieur Ludwig Franz, der ebenfalls im Betrieb ihres Vaters arbeitete.